# Zusatzversorgungskasse der Kommunalen Versorgungskassen Kurhessen-Waldeck
Die Zusatzversorgungskasse der Gemeinden und Gemeindeverbände des Regierungsbezirks Kassel KVK ZusatzVersorgungsKasse mit Sitz in Kassel (Hessen) ist die Zusatzversorgungskasse der Gemeinden und Gemeindeverbände des Regierungsbezirks Kassel. Sie wurde 1939 gegründet und ist die Pensionskasse für die betriebliche Altersversorgung der Beschäftigten im kommunalen und kirchlichen öffentlichen Dienst in Nord- und Osthessen.

## Aufbau und Organisation
Die KVK ZusatzVersorgungsKasse bildet zusammen mit der
- KVK BeamtenVersorgungsKasse und der
- KVK SterbeKasse

den Unternehmensverbund KVK Kommunale Versorgungskassen Kurhessen-Waldeck.
Die Kasse ist Mitglied in der Arbeitsgemeinschaft kommunale und kirchliche Altersversorgung (AKA).

## Mitglieder
Mitglieder sind
- Gemeinden, Gemeindeverbände und sonstige Gebietskörperschaften
- Verbände dieser juristischen Personen
- sonstige Körperschaften, Anstalten und Stiftungen des öffentlichen Rechts
- Arbeitgeber, die juristische Personen des Privatrechts sind, aber überwiegend öffentliche Aufgaben erfüllen oder als gemeinnützig anerkannt sind, z. B. Krankenhäuser.

## Aufgaben
Die Kasse übernimmt für ihre Mitglieder und deren Beschäftigten folgende Aufgaben:
- Zusatzversorgung des öffentlichen Dienstes (KVK ZusatzRente)
- zusätzliche betriebliche Altersversorgung (KVK ZusatzRentePlus), wahlweise als Riester-Rente oder mit Entgeltumwandlung

Rechtsgrundlage für die KVK ZusatzRente ist der Tarifvertrag über die zusätzliche Altersvorsorge der Beschäftigten des öffentlichen Dienstes – Altersvorsorge-TV-Kommunal (ATV-K).

## Rechtsaufsicht
Die Kasse steht unter der Aufsicht des Staates. Allgemeine Aufsichtsbehörde ist das Hessische Ministerium des Innern und für Sport. Versicherungsaufsichtsbehörde ist das Hessische Ministerium für Wirtschaft, Verkehr und Landesentwicklung.

## Finanzierung
Die Finanzierung der KVK ZusatzRente erfolgt im Umlageverfahren (Abrechnungsverband 1). 90 % der Umlage trägt jeweils der Arbeitgeber, 10 % der versicherte Arbeitnehmer.
Daneben gibt es insbesondere für Arbeitgeber, die die Mitgliedschaft in der KVK ZusatzVersorgungsKasse neu erwerben, die Möglichkeit, Mitglied im kapitalgedeckten Abrechnungsverband 2 zu werden. Auch für Mitglieder aus dem Abrechnungsverband 1 ist der Wechsel in den Abrechnungsverband 2 bei Ausfinanzierung der bestehenden Rentenansprüche und Anwartschaften möglich.
Mit eigenen Beitragszahlungen können sich die Versicherten eine KVK ZusatzRentePlus aufbauen.